# Bandidos (série télévisée)
Bandidos ou Les brigands au Québec est une série télévisée dramatique mexicaine en 14 épisodes d'environ 40 minutes créée par Pablo Tébar et diffusée à l'international le 13 mars 2024 sur Netflix.
Le 24 mars 2024, la série est renouvelée pour une deuxième saison qui sortira 3 janvier 2025 sur Netflix.

## Synopsis
Une bande de brigands expérimentés parts part en quête d'un trésor maya. Leur stratégie est aléatoire, leur dynamique de groupe est bancale, mais ils ont plus d'un tour dans leur sac.

## Distribution
- Ester Expósito (VF : Jennifer Fauveau) : Liliana "Lilí" Gómez Espinoza / Carlota Muñoz Hernández
- Alfonso Dosal (es) (VF : Benjamin Gasquet) : Miguel Morales
- Juan Pablo Medina (VF : Yann Guillemot) : Wilson Morales (saison 1, récurrent saison 2)
- Andrea Chaparro (VF : Émilie Rault) : Citlali Ake Isama
- Mitzi Mabel Cadena (VF : Laëtitia Lefebvre) : Inés Reyes Santiago
- Andrés Baida (es) (VF : Adrien Larmande) : Ariel
- Nicolás Furtado (VF : Sébastien Ossard) : Octavio (saison 1 & 2)
- Juan Pablo Fuentes (VF : Baptiste Mège) : Lucas Montessori Capitàn
- Fermín Martínez (VF : Jean Vandecasteele) : Canche
- Bruno Bichir (VF : Fabrice de La Villehervé) : Juan Morales, le père de Miguel.
- Claudia Ramírez (VF : Pauline Larrieu) : Marisa
- Pol Hermoso : Léo Bandolis (depuis la saison 2)
- Ximena Lamadrid : Regina Valdés (depuis la saison 2)
- Luis Vegas : Mano (depuis la saison 2)

### Anciens acteurs principaux
- Adrián Ladrón : Cara Quemada (saison 1)

## Production

### Préproduction
En octobre 2022, il a été annoncé qu'une série télévisée d'action-aventure sur une chasse au trésor était en cours de développement avec Stacey Perskie en tant que productrice.
Les réalisateurs américain Adrian Grünberg, et l'espagnol Javier Ruiz Caldera tous deux expérimentés dans le cinéma d'action ont rejoint le projet.
L'écrivain espagnol Pablo Tébar également créateur de la série a rejoint l'équipe.
Le réalisateur Antonio Riestra serait chargé de la photographie de la série.

### Casting
Parallèlement à l'annonce de l'équipe principale, il a été annoncé qu'Ester Expósito et Alfonso Dosal joueraient dans la série aux côtés de Juan Pablo Medina, Mabel Cadena, Andrés Baida, Bruno Bichir, Luis Gerardo Méndez, Andrea Chaparro, Juan Pablo Fuentes, Fermín Martínez., Adrián Ladrón, Nicolás Furtado et Sarah Nichols.

### Tournage
Le 28 avril 2023, il a été annoncé sur les sites officiels de Netflix en espagnol que le tournage d'un nouveau projet d'aventure tourné au Mexique commencerait. Le tournage de la série a commencé dans les rues de Pachuca, Hidalgo. Des scènes ont été aussi enregistrées chez les propriétaires fonciers de Huasca et Tulancingo.
La production s'est poursuivie dans le centre historique de Mérida et ses environs tels que le Centre culturel Olimpo ainsi qu'à Acanceh, Yabucú, Seyé et Progreso de Castro dans la péninsule du Yucatán,. Le tournage s'est officiellement terminé le 24 juillet 2023.

### Lancement
La série sera diffusée le 13 mars 2024 sur la plateforme de streaming Netflix. Le 8 février 2024, l'affiche officielle et la première bande-annonce officielle de la série sont sorties.

### Fiche technique
Sauf indication contraire, les informations mentionnées dans cette section peuvent être confirmées par la base de données cinématographiques IMDb,  présente dans la section « Liens externes ».
- Titre original : Bandidos
- Titre français : Les brigands
- Création : Pablo Tébar
- Réalisation : Adrian Grünberg et Javier Ruiz Caldera
- Scénario : Pablo Tébar
- Casting : Bernardo Velasco
- Costumes : Felipe Mendoza
- Son : Daniel Balboa, Aldo Candia, Verónica Juárez, Ricardo Ledesma, Octavio Sanchez Monroy, Carissa Wong, Taylor Wayne Woodard
- Montage : Ana Charte Isa, Queralt González et Elena Ruiz
- Production :  Juan Manuel Borbolla, Alejandro Brugués Rodrigo, Durán Mark Holder Karla, Luna Cantu Esteban Orozco
  - Production déléguée : Pablo Tébar
- Sociétés de production : Netflix
- Sociétés de distribution (télévision) : Netflix, Wonder Street, Redrum et Traziende Films
- Pays d'origine :  Mexique
- Langue originale : espagnol
- Format : couleur
- Genre : thriller, drame, aventure
- Durée : 41 – 50 minutes
- Date de première diffusion :
  - Monde: 13 mars 2024 sur Netflix
- Classification : déconseillé aux moins de 16 ans

Adaptation
Version française
- Société de doublage : VSI Paris
- Direction artistique : Jonathan Dos Santos
- Adaptation des dialogues :  Nina Nevers, Alice Vial
- Enregistrement : Navi-Patrick Kétouré
- Montage : Rodolphe Demay
- Mixage : Alice Desseauve
- Gestion de projet : Cécile Denise

 Source et légende : version française (VF) sur RS Doublage

## Épisodes

### Première saison (2024)
1. La carte (El mapa)
2. Le lieu sacré (El cenote)
3. La pierre (La piedra)
4. La légende des trois clés (la leyenda de las tres llaves)
5. L'échange (El intercambio)
6. Le traître (El traidor)
7. Le trésor (El tesoro)

### Deuxième saison (2025)
1. L'appel du passé (El pasado llama a la puerta)
2. Le rocher du scorpion (La roca del escorpión)
3. Huachicoleros
4. L'île des morts (La isla de los muertos)
5. La casa de la luna
6. Le diamant (El diamante)
7. Le vol (El robo)